# Leopold III Frederik Frans van Anhalt-Dessau
Leopold III Frederik Frans (Dessau, 10 augustus 1740 - Slot Luisium bei Dessau te Halle an der Saale, 9 augustus 1817) was vorst en later hertog van Anhalt-Dessau. Hij was de oudste zoon van Leopold II Maximiliaan van Anhalt-Dessau en Gisela Agnes van Anhalt-Köthen.
Frans verloor in 1751 beide ouders. Op 20 april stierf zijn moeder en op 16 december zijn vader. Hierna ging het bestuur over op Frans' oom en voogd prins Diederik. Van hem ontving de jonge prins een goede opvoeding en hij blonk uit in de sport en de jacht. Later typeerde hij zijn opvoeding als lomp en ongemanierd, waarschijnlijk te wijten aan de geïsoleerdheid en provincialiteit van het kleine prinsdommetje. Hij was geïnteresseerd in wetenschap en kunst en hield zich vooral bezig met de Verlichting en de archeologie. Hij maakte studiereizen naar Italië, Frankrijk, Nederland, Zwitserland en vooral naar Engeland. Volgens de traditie ging Frans in militaire dienst in het leger van Pruisen en nam deel aan de Zevenjarige Oorlog. Geconfronteerd met de verschrikkingen van de oorlog trad hij in 1757 uit dienst, een destijds opzienbarende stap aangezien zijn grootvader Leopold I een van de belangrijkste militairen van zijn tijd was geweest.
Frans werd op 20 oktober 1758 meerderjarig verklaard en nam de regering van Anhalt-Dessau op zich. Frederik de Grote van Pruisen meende dat de jonge prins zich afwendde van de Duitse keizer en eiste van hem een miljoen daalders. Frans betaalde deze som uit eigen zak aangezien hij erkende dat hijzelf de verantwoordelijkheid ervoor droeg. Onder druk van Napoleon deed hij in 1807 mee en werd lid van de Rijnbond en kreeg de titel van hertog. Zijn land leed zwaar onder de oorlog tegen de Franse overheersers, maar hij hield zich sterk bezig met de wederopbouw ervan. Hij schafte de oorlogsbelasting af, betaalde overbodige belastingen aan zijn onderdanen terug en subsidieerde nieuwe arbeidsplaatsen. Door zijn stijl van regeren en zijn moeite de ideeën van de Verlichting in de politiek door te voeren kreeg hij de bijnaam Vader Frans. Hij hervormde ook de gezondheidszorg en het onderwijs, liet armenhuizen bouwen en zette een brandverzekering en fonds voor weduwen op.
Frans is vooral bekend door de inrichting van het landschap die onder hem tot stand kwam. Hij maakte een einde aan de regelmatige overstromingen door dijken aan te leggen, bestaande dammen te versterken en ervoor te zorgen dat de staat van de dijken goed in de gaten werd gehouden. Zijn bekendste project was evenwel het Parklandschap Dessau-Wörlitz, een van de belangrijkste landschapsparken van Europa naar Engels voorbeeld en waarvan het hoogtepunt het Wörlitzer Park is. Sinds november 2000 staat het op de Werelderfgoedlijst van de UNESCO.
Onder Leopold III Frederik Frans ontwikkelde het prinsdommetje Anhalt-Dessau zich tot een modelstaat van de Duitse Verlichting met een beduidende invloed op Duitsland en de rest van Europa. Hij werd opgevolgd door zijn kleinzoon Leopold IV Frederik.

## Huwelijk en kinderen
Leopold, gehuwd met Louise Henriette Wilhelmine van Brandenburg-Schwedt (1750-1811), had met haar één kind:
- Frederik, prins van Anhalt-Dessau (1769-1814)